# Władysław Żmuda
Władysław Antoni Żmuda (Lublin, 6 de junho de 1954) é um ex-futebolista polonês que atuava na posição de zagueiro.

## Clubes
Zmuda iniciou a carreira no Motor Lublin, transferindo-se em 1972 para o Gwardia Warszawa, o segundo clube da capital Varsóvia.
Com 19 anos completados integrou o Gwarda na campanha da Taça UEFA na temporada 1973/74, onde a equipe foi eliminada pelos futuros campeões, os holandeses do Feyenoord.
Zmuda continuou sua carreira na Polônia jogando depois por Śląsk Wrocław e Widzew Łódź, com destaque para os Wojskowi, onde atuou em 210 partidas e marcou 5 gols.

## Fora da Polônia
Em 1982 ele conseguiu a liberação para ir jogar no Hellas Verona da primeira divisão italiana, mas o que era um sonho se tornou pesadelo, passando suas duas primeiras temporadas com lesões repetitivas.
Após dois anos em Verona, Zmuda decidiu mudar de clube e foi para o New York Cosmos, depois retornando novamente para a Itália jogando agora pela Cremonese, na qual jogou três temporadas pelo clube até se aposentar em 1987, aos 33 anos.

## Seleção Polonesa
Zmuda jogou pela Seleção Polonesa entre 1973 e 1986, com 91 jogos disputados e marcando 2 gols. Participou das Copas de 1974 (quando ficou em terceiro lugar), 1978, 1982 (quando novamente ajudou o time polonês a ficar novamente na terceira colocação) e 1986, como reserva.
Ele é o terceiro jogador no ranking de participações em jogos da Copa do Mundo, estando somente atrás do mexicano Antonio Carbajal e do alemão Lothar Matthäus, estando com mesmos números de jogadores legendários como Pelé, Maradona e Gianni Rivera. Zmuda participou também da conquista da medalha de prata da seleção polonesa de futebol nas Olimpíadas de Montreal 1976.